# Saint-Georges-de-Baroille
 Saint-Georges-de-Baroille  es una población y comuna francesa, situada en la región de Ródano-Alpes, departamento de Loira, en el distrito de Roanne y cantón de Saint-Germain-Laval.

## Demografía
| 249 | 231 | 206 | 260 | 282 | 281 |
| Para los censos de 1962 a 1999 la población legal corresponde a la población sin duplicidades (Fuente: INSEE [Consultar]) |     |     |     |     |     |